# Трухан Варвара Іванівна
Варвара Іванівна Трухан (1925, село Велика Бугаївка, тепер Васильківського району Київської області — 1990, місто Київ) — українська радянська діячка, старша апаратниця Київського заводу мінеральних добрив. Герой Соціалістичної Праці (7.03.1960). Депутат Верховної Ради СРСР 5-го скликання.

## Життєпис
Народилася 1925 року в родині робітника-муляра Івана Маловичка. Освіта неповна середня: закінчила семирічну школу в селі Журжинцях Лисянського району Черкащини.
З 1949 по 1951 рік працювала в колгоспі, потім на будівництві в Києві.
З 1951 року — апаратниця, старша апаратниця Київського заводу мінеральних добрив № 1000.
Член КПРС.
Потім — на пенсії в місті Києві, де й померла 1990 року.

## Нагороди
- Герой Соціалістичної Праці (7.03.1960)
- орден Леніна (7.03.1960)
- медалі